# Wang Fei

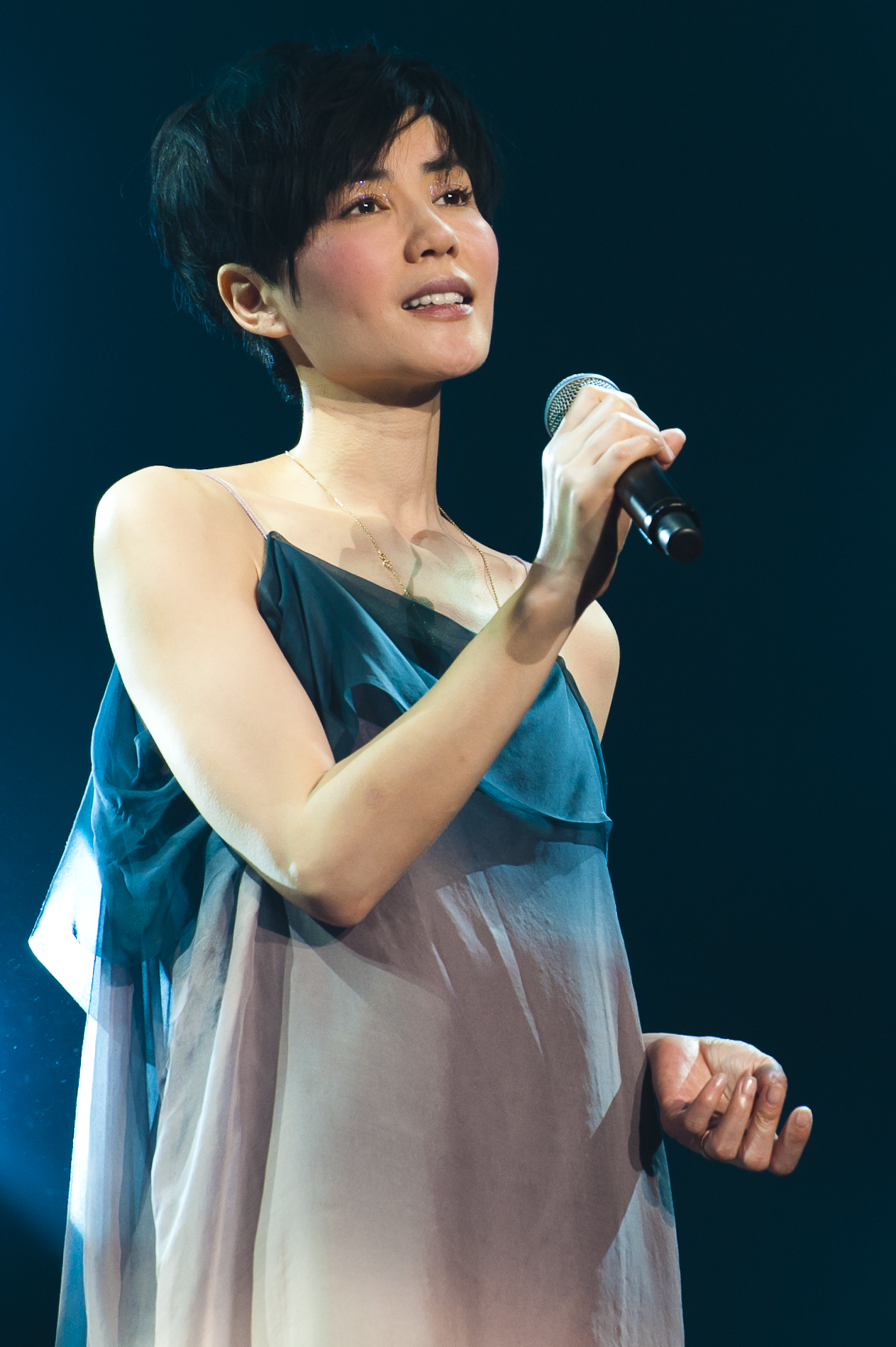
Wang Fei 2011.

Wang Fei (王菲), även känd som, på engelska, Faye Wong, född 8 augusti 1969 i Peking, är en kinesisk popsångerska och skådespelerska, men sedan länge bosatt och verksam i Hongkong.
Wang Fei är sedan länge en av de mest framgångsrika sångerskorna i Östasien med ett stort antal album bakom sig. Hon har även hyllats som skådespelerska. För sin roll i Wong Kar-wais film Chungking Express (1994) fick hon exempelvis pris som bästa skådespelerska vid Stockholms filmfestival 1994. Sjöng också titelsången till Zhang Yimous film Hero (2002). Hon sjöng även låten "Eyes on Me" till spelet Final Fantasy VIII (1999).